# Île Slipper
L'île Slipper (Slipper Island ; en maori : Whakahau) est situé à 3 km à l'est de la péninsule de Coromandel et à 8 km au sud-est de la ville de Pauanui, dans la région de Waikato (Île du Nord - Nouvelle-Zélande).
Il a été prouvé que l'île avait accueilli les premiers colonisateurs maoris de Nouvelle-Zélande à leur arrivée vers 1300, principalement par la découverte d'un leurre de perles tropical en 2001. Il y a également huit sites Pā et d'autres preuves d'occupation telles que de nombreuses ébauches en os de moa utilisées par les premiers colons de la Polynésie orientale pour fabriquer des hameçons. L'île est considérée comme wahi tapu , ou sacrée pour les Iwi de Whakahau.
L'île a été utilisée comme une ferme au milieu et à la fin des années 1800. Revendue plusieurs fois, environ 217 ha (95% du territoire) de l'île a ensuite été aménagé comme centre de villégiature par la dernière famille résidente en 1970. Ensuite cette zone a été vendue en 2015 à un promoteur immobilier basé à Auckland. Le reste de l'île a été subdivisé pour de nouvelles construction. L'île a un statut privé.